# Consiglio supremo degli elleni etnici

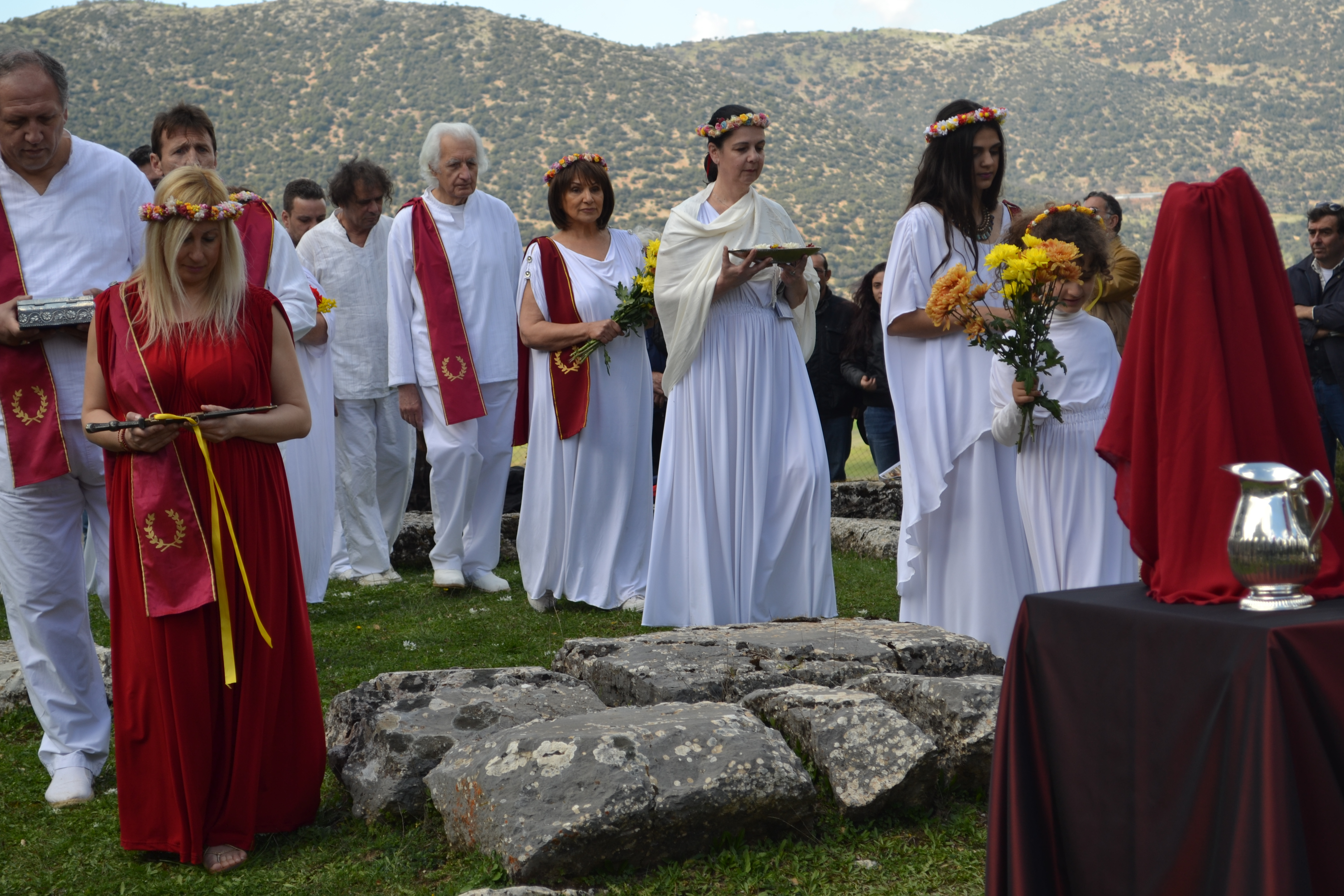
Rituale dell'Equinozio di Primavera 2016 all'antico tempio di Artemide nel Peloponneso

Il Consiglio Supremo degli Elleni Etnici (sigla originale YSEE) è una organizzazione religiosa neopagana greca.
L'organizzazione è stata fondata nel giugno 1997 con lo scopo di organizzare i dodecateici per difenderli, per aiutarli nell'esercizio del culto e per ottenere il riconoscimento di questa religione da parte delle autorità statali.
Lo YSEE è membro del ECER (Congresso Europeo Delle Religioni Etniche)
Il Consiglio Supremo degli Elleni Etnici (in greco Ύπατο Συμβούλιο των Ελλήνων Εθνικών?, Ýpato Symvoúlio to̱n Ellí̱no̱n Ethnikó̱n), comunemente noto con l'acronimo YSEE, è un'organizzazione ellenica senza scopo di lucro fondata in Grecia nel 1997. Il suo obiettivo principale è la protezione e il ripristino della religione etnica ellenica nella società greca contemporanea.
Il gruppo stima che circa 2.000 greci pratichino la religione etnica ellenica e altri 50.000 abbiano "un qualche interesse". I seguaci della religione etnica ellenica affrontano vari gradi di Discriminazione in Grecia, in un Paese a maggioranza cristiano-ortodossa. Uno degli obiettivi principali dello YSEE è ottenere il riconoscimento legale della religione Etnica Ellenica.
Lo YSEE è un membro fondatore del ECER e nel giugno 2004 ha ospitato il suo settimo congresso. Lo YSEE è anche membro del programma d'azione dell'Unione europea per combattere la discriminazione.
Nel 2017, lo YSEE ha raggiunto uno dei suoi obiettivi e la religione ellenica ha ottenuto lo status legale di "religione conosciuta" dallo Stato greco.

## Fuori dalla Grecia
Nel 2007, i membri dello YSEE negli Stati Uniti hanno fondato il Consiglio Ellenico YSEE d'America, ora riconosciuto come organizzazione senza scopo di lucro con sede ad Astoria (Queens), un quartiere di New York con una grande comunità greco-americana.

## Principi
Gli dèi sono emersi dall’“Essere Vero” come semplice moltiplicazione di sé stesso in entità separate e, per questo motivo, conservano tutte le sue qualità: immortalità, infinità e conoscenza. La missione degli dèi è l'instaurazione e il mantenimento dell'unità e dell'ordine del Cosmo. Gli dèi veri sono quindi esseri perfetti che impongono ordine e possiedono immortalità e conoscenza. Infondono il mondo senza alcuna obiezione, agendo su di esso. Sono soggetti alle leggi naturali che servono e partecipano alla rinascita eterna, alla continua sintesi e decomposizione delle forme. Per quanto riguarda la loro natura, gli dèi veri e naturali sono perfetti, virtuosi, immortali, immutabili, infiniti, giusti, saggi, eterni, impersonali, unificatori, eterei e permeano tutta la materia.

## Pratiche

### Altari
La Religione Etnica Ellenica celebra i suoi rituali su altari e focolari, a seconda della natura delle divinità venerate in quel momento. Per gli dèi olimpici vengono utilizzati altari, superfici sacre rialzate dal suolo. Per le divinità ctonie e gli spiriti ancestrali, vengono usati focolari, superfici sacre a livello del suolo o in fosse. Nella Religione Etnica Ellenica, l'altare è il punto più sacro, la dimora di una divinità, “dove sono gli altari, lì sono gli dèi”. A causa della loro natura, gli altari sono punti di rifugio (asilo), e chi li tocca è considerato invulnerabile, come se stesse "tenendo la mano degli dèi".

### Statue
L'unica cosa che può essere equiparata in santità all'altare per gli Elleni, è la statua sacra (in greco: Άγαλμα). Una statua è una qualsiasi forma scolpita o anche qualsiasi altro oggetto (anche naturale) che viene definito icona o simbolo della divinità. Sia che si tratti di oggetti naturali (ad esempio, pietre non lavorate, meteoriti, ecc.) o lavorati a mano dall'uomo (scolpiti o fusi) in qualsiasi materiale (marmo, legno, metallo comune o prezioso, argilla, ecc.), affinché una statua possa essere "elevata" alla devozione, deve essere prima santificata con un rituale speciale. Dopo la santificazione, che viene anche chiamata “apertura degli occhi”, la statua diventa la dimora della divinità, come l'altare, e richiede quindi un trattamento rispettoso.